# Stefán Jóhann Stefánsson
Stefán Yaldi Jóhann Stefánsson (* 20. Juli 1894 am Eyjafjörður; † 20. Oktober 1980) war ein isländischer Politiker der Sozialdemokratischen Partei Islands und Premierminister von Island.
Er wurde 1934 zum ersten Mal als Abgeordneter in das Althing gewählt, jedoch 1937 nicht wieder gewählt. Danach hatte er von 1942 bis 1953 wieder einen Sitz im isländischen Parlament. Von 1938 bis 1952 war er der Vorsitzende der Sozialdemokratischen Partei (Alþýðuflokkurinn).
Vom 18. November 1941 bis zum 17. Januar 1942 war er Außenminister Islands.
Vom 4. Februar 1947 bis zum 6. Dezember 1949 war er der zweite isländische Ministerpräsident der Republik Island. Sein Vorgänger und Nachfolger in diesem Amt war Ólafur Thors von der Unabhängigkeitspartei (Sjálfstæðisflokkur).
Von 1957 bis 1965 war Stefán Jóhann Stefánsson der isländische Botschafter in Dänemark.
| Personendaten    | Personendaten                                                                        |
| ---------------- | ------------------------------------------------------------------------------------ |
| NAME             | Stefán Jóhann Stefánsson                                                             |
| ALTERNATIVNAMEN  | Stefán Yaldi Jóhann Stefánsson (vollständiger Name); Stefánsson, Stefán Yaldi Jóhann |
| KURZBESCHREIBUNG | isländischer Politiker                                                               |
| GEBURTSDATUM     | 20. Juli 1894                                                                        |
| GEBURTSORT       | Eyjafjörður                                                                          |
| STERBEDATUM      | 20. Oktober 1980                                                                     |